# ویلی آلاموند
ویلی آلاموند (انگلیسی: Willie Almond؛ زادهٔ ۵ آوریل ۱۸۶۸) بازیکن فوتبال اهل بریتانیا است.
از باشگاه‌هایی که در آن بازی کرده‌است می‌توان به باشگاه فوتبال نورتویچ ویکتوریا، باشگاه فوتبال آکرینگتون، و باشگاه فوتبال بلکبرن روورز اشاره کرد.